# Закалка металла
Зака́лка металла, или закаливание металла — вид термической обработки материалов (металлы, сплавы металлов, стекло), заключающийся в их нагреве выше критической точки (температуры изменения типа кристаллической решетки, то есть полиморфного превращения либо температуры, при которой в матрице растворяются фазы, существующие при низкой температуре), с последующим быстрым охлаждением. Закалку металла, целью которой является получение избытка вакансий, не следует путать с обычной закалкой, требующей наличия фазовых превращений в сплаве. 
Чаще всего охлаждение осуществляется в воде или масле, но существуют и другие способы охлаждения: в псевдокипящем слое твёрдого теплоносителя, струёй сжатого воздуха, водяным туманом, в жидкую полимерную закалочную среду и т. д.
Материал, подвергшийся закалке, приобретает бо́льшую твёрдость, но становится хрупким, менее пластичным и менее вязким, если сделать большее количество повторов нагревание-охлаждение. Для снижения хрупкости и увеличения пластичности и вязкости после закалки с полиморфным превращением применяют отпуск. После закалки без полиморфного превращения применяют старение. При отпуске имеет место некоторое снижение твёрдости и прочности материала.
Внутренние напряжения снимаются отпуском материала. В некоторых изделиях закалка выполняется частично, например, при изготовлении японских катан закалке подвергается только режущая кромка меча.
Существенный вклад в развитие способов закалки внёс Чернов Дмитрий Константинович. Он обосновал и экспериментально доказал, что для получения стали высокого качества решающим фактором является не ковка, как это предполагалось ранее, а термическая обработка. Он определил влияние термической обработки стали на её структуру и свойства. В 1868 году Чернов открыл критические точки фазовых превращений стали, названные точками Чернова. В 1885 году он открыл, что закалку можно производить не только в воде и масле, но и в горячих средах. Это открытие послужило началом применения ступенчатой закалки, а затем - исследованию изотермического превращения аустенита.

## Типы закалок
По полиморфному превращению
- Закалка с полиморфным превращением, для сталей;
- Закалка без полиморфного превращения, для большинства цветных металлов.

По температуре нагрева
Полная — материал нагревают на 30 — 50°С выше линии GS для доэвтектоидной стали и эвтектоидной, заэвтектоидная линия PSK, в этом случае сталь приобретает структуру аустенит и аустенит + цементит.
Неполная — производят нагрев выше линии PSK диаграммы, что приводит к образованию избыточных фаз по окончании закалки. Неполная закалка, как правило, применяется для инструментальных сталей.

## Закалочные среды
При закалке для переохлаждения аустенита до температуры мартенситного превращения требуется быстрое охлаждение, но не во всём интервале температур, а только в пределах 650—400 °C, то есть в том интервале температур, в котором аустенит менее всего устойчив и быстрее всего превращается в ферритно-цементитную смесь. Выше 650 °C скорость превращения аустенита мала, и поэтому смесь при закалке можно охлаждать в этом интервале температур медленно, но, конечно, не настолько, чтобы началось выпадение феррита или превращение аустенита в перлит.
Механизм действия закалочных сред (вода, масло, водополимерная закалочная среда, а также охлаждение деталей в растворах солей) следующий. В момент погружения изделия в закалочную среду вокруг него образуется плёнка перегретого пара, охлаждение происходит через слой этой паровой рубашки, то есть относительно медленно. Когда температура поверхности достигает некоторого значения (определяемого составом закаливающей жидкости), при котором паровая рубашка разрывается, то жидкость начинает кипеть на поверхности детали, и охлаждение происходит быстро.
Первый этап относительно медленного кипения называется стадией плёночного кипения, второй этап быстрого охлаждения — стадией пузырькового кипения. Когда температура поверхности металла ниже температуры кипения жидкости, жидкость кипеть уже не может, и охлаждение замедлится. Этот этап носит название конвективного теплообмена.

## Способы закалки

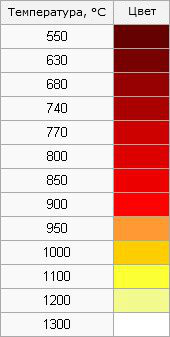
Цвета каления

- Закалка в одном охладителе — нагретую до определённых температур деталь погружают в закалочную жидкость, где она остаётся до полного охлаждения. Этот способ применяется при закалке несложных деталей из углеродистых и легированных сталей.
- Прерывистая закалка в двух средах — этот способ применяют при закалке высокоуглеродистых сталей. Деталь сначала быстро охлаждают в быстро охлаждающей среде (например воде), а затем в медленно охлаждающей (масло).
- Струйчатая закалка заключается в обрызгивании детали интенсивной струёй воды и обычно её применяют тогда, когда нужно закалить часть детали. При этом способе не образуется паровая рубашка, что обеспечивает более глубокую прокаливаемость, чем простая закалка в воде. Такая закалка обычно производится в индукторах на установках ТВЧ.
- Ступенчатая закалка — закалка, при которой деталь охлаждается в закалочной среде, имеющей температуру выше мартенситной точки для данной стали. При охлаждении и выдержке в этой среде закаливаемая деталь должна приобрести во всех точках сечения температуру закалочной ванны. Затем следует окончательное, обычно медленное, охлаждение, во время которого и происходит закалка, то есть превращение аустенита в мартенсит.
- Изотермическая закалка. В отличие от ступенчатой при изотермической закалке необходимо выдерживать сталь в закалочной среде столько времени, чтобы успело закончиться изотермическое превращение аустенита.
- Лазерная закалка. Термическое упрочнение металлов и сплавов лазерным излучением основано на локальном нагреве участка поверхности под воздействием излучения и последующем охлаждении этого поверхностного участка со сверхкритической скоростью в результате теплоотвода теплоты во внутренние слои металла. В отличие от других известных процессов термоупрочнения (закалкой токами высокой частоты, электронагревом, закалкой из расплава и другими способами) нагрев при лазерной закалке является не объёмным, а поверхностным процессом[4].
- Закалка ТВЧ (индукционная) — закалка токами высокой частоты — деталь помещают в индуктор и разогревают за счет наведения в ней токов высокой частоты.

## Дефекты
Дефекты, возникающие при закалке стали.
- Недостаточная твердость закалëнной детали — следствие низкой температуры нагрева, малой выдержки при рабочей температуре или недостаточной скорости охлаждения. Исправление дефекта: нормализация или отжиг с последующей закалкой; применение более энергичной закалочной среды.
- Перегрев связан с нагревом изделия до температуры, значительно превышающей необходимую температуру нагрева под закалку. Перегрев сопровождается образованием крупнозернистой структуры, в результате чего повышается хрупкость стали. Исправление дефекта: отжиг (нормализация) и последующая закалка с необходимой температурой.
- Пережог возникает при нагреве стали до весьма высоких температур, близких к температуре плавления (1200—1300° С) в окислительной атмосфере. Кислород проникает внутрь стали, и по границам зëрен образуются окислы. Такая сталь хрупка и исправить её невозможно.
- Окисление и обезуглероживание стали характеризуются образованием окалины (окислов) на поверхности деталей и выгоранием углерода в поверхностных слоях. Этот вид брака термической обработкой неисправим. Если позволяет припуск на механическую обработку, окисленный и обезуглероженный слой нужно удалить шлифованием. Чтобы предупредить этот вид брака, детали рекомендуется нагревать в печах с защитной атмосферой.
- Коробление и трещины — следствия внутренних напряжений. Во время нагрева и охлаждения стали наблюдаются объëмные изменения, зависящие от температуры и структурных превращений (переход аустенита в мартенсит сопровождается увеличением объёма до 3 %). Разновременность превращения по объёму закаливаемой детали вследствие различных её размеров и скоростей охлаждения по сечению ведëт к развитию сильных внутренних напряжений, которые служат причиной трещин и коробления деталей в процессе закалки.